# 再製茶
再製茶（さいせいちゃ）は、アメリカ合衆国その他への輸出のために乾燥、再製された煎茶である。「仕上げ茶」ともいった。
煎茶は水分を含んで輸出の途中で変敗するおそれがあるから、十分に乾燥して、それとともに品質のばらつきをなくすために研磨された。
その製法には、釜焙法と籠焙法とがあり、それぞれの製品を釜焙茶、籠焙茶といった。
釜焙法は、多数の釜（口径2尺、深さ5尺くらい）を炉にならべ、炭で加熱して原料600匁を入れる。50分間、攪拌、研磨し、淡青白色になったら冷し釜に入れ、約20分間研磨し、錫製あるいは鉛製の缶に入れ、蝋付け、密封する。
籠焙法は、紙貼りの竹製の籠に原料を入れ、炉に置いて5分間焙乾し、籠をおろして原料を丸箕に移して、上下左右に転じて研磨し、ふたたび籠に戻して焙乾する。これを十数回繰り返したのち冷し釜に移し、再製は終了である。
輸出先では、この浸出液に砂糖、牛乳その他を加えて喫したという。